# أشكال شجرة الفاكهة

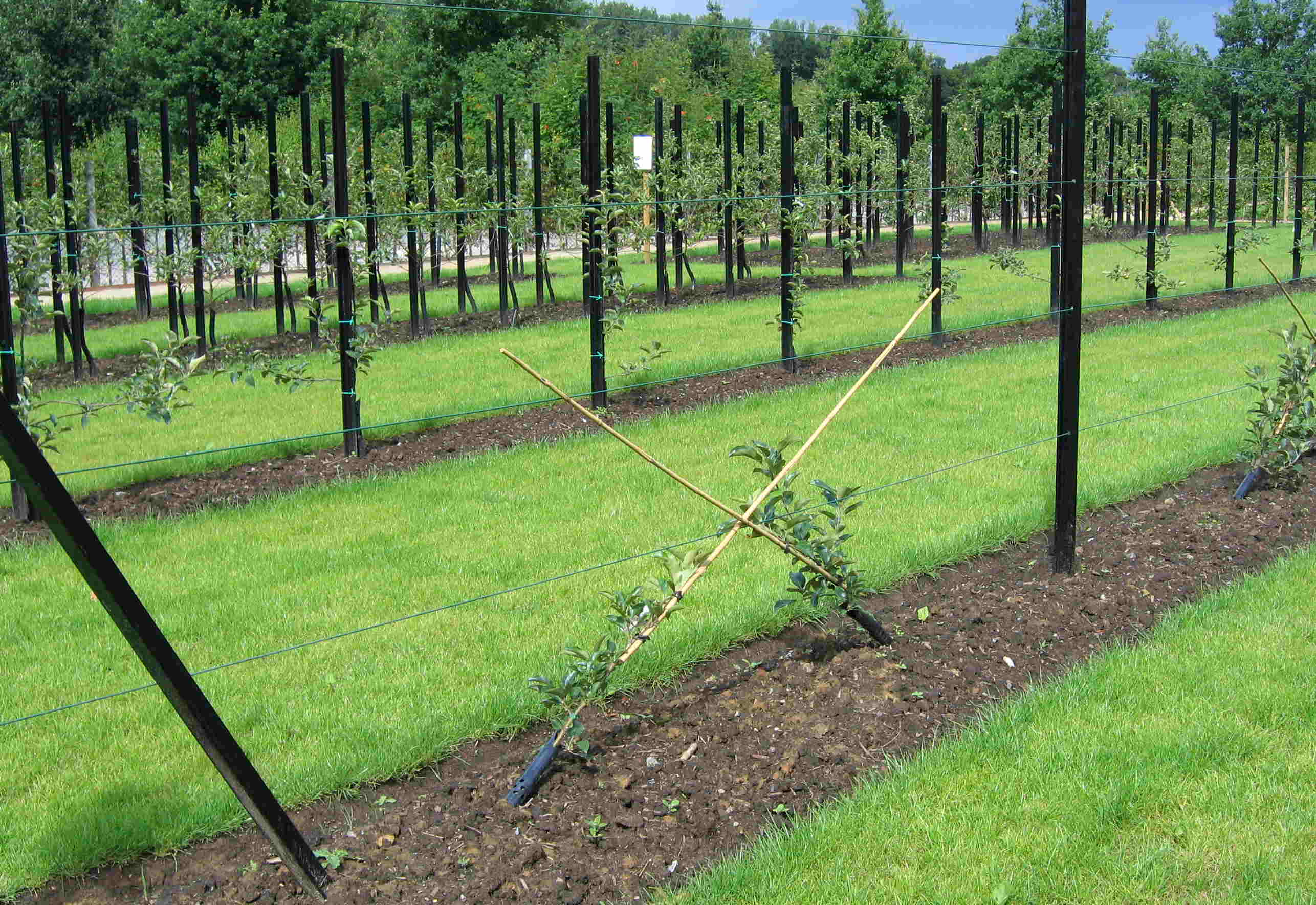
موقع اختبار يحتوي على العديد من أشكال أشجار الفاكهة الموجودة في قلعة Gaasbeek

تزرع الأشجار  المثمرة بأشكال متنوعة، أحيانا لإرضاء العين ولكن بشكل أساسي لتشجيع إنتاج الفاكهة.    يمكن التلاعب بشكل أو هيئة الأشجار المثمرة عن طريق التشذيب والتدريب. ويجري تشكيل وتعزيز شكل شجرة معينة لإنشاء النبات في حالة معينة في ظل ظروف بيئية معينة لزيادة إنتاجية الفاكهة .على سبيل المثال، فإن تقشير الشجرة إلى شكل هرمي يمكن من زرع الأشجار بشكل أقرب معا. كما أن شكل الوعاء أو الكأس المفتوح يساعد على اختراق ضوء الشمس للمظلة، مما يشجع على جني الثمار العالية مع الحفاظ على الشجرة قصيرة ومتاحة للحصاد. وهناك أشكال أخرى مثل الأقراص والمناظرين والمشجعين التي تقدم فرصا لزراعة الأشجار على بعدين ضد الجدران أو الأسوا، أو يمكن تدريبهم على العمل كحواجز.

## نماذج

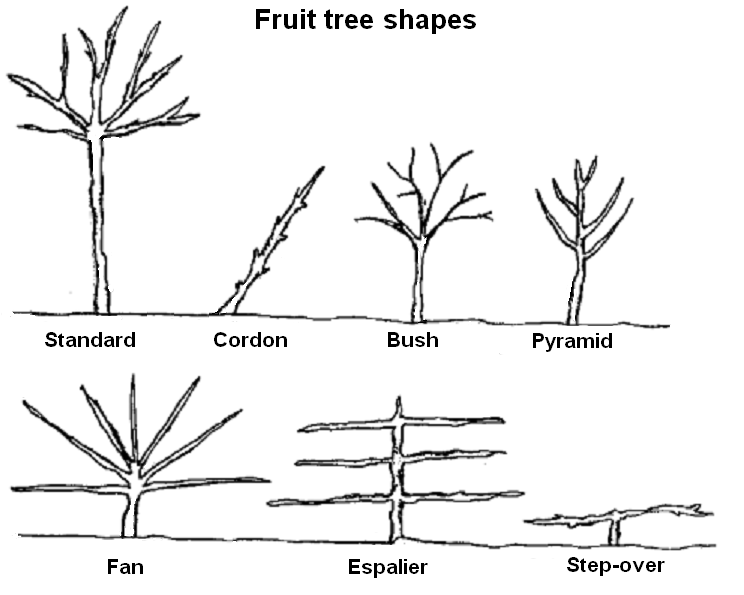

بعض أشكال شجرة الفاكهة التالية تتطلب التدريب بربط الفروع بالشكل المطلوب. ويتطلب معظم ذلك الاستخلاص للحفاظ على البنية المطلوبة. ولكن ليس كل أنواع شجرة الفاكهة مناسبة لكل الأشكال؛ فالتفاح والكمثرى تعمل بشكل جيد مثل الطوق والتعقيم، على سبيل المثال، في حين أن الكرز أكثر ملاءمة لنموذج المروحة.

### الشجرة المغزلية
تاج مفتوح المحور على جذع قصير يقل طوله عن متر واحد (3 أقدام و3 بوصات). هذا شكل تقليدي وشعبي لأشجار التفاح. ومن السهل الحفاظ على أشجار بوش وتثمر في سن مبكرة. ويتراوح الارتفاع النهائي بين مترين (6 أقدام و7 أقدام) و 5.5 مترات (18 قدم)، حسب نوع الجذر المستخدم.

### معيار
أكبر من شكل الأدغال، مع الجذوع بطول مترين (6 أقدام و7 أقدام) أو أكثر. ويمكن ان تصل الأشجار القياسية إلى ارتفاع 8 أمتار (26 قدما). وفي نهاية المطاف تنتج غلة عالية ولكن كونها أشجار كبيرة ليس من السهل الحفاظ عليها.

### هرم
على غرار شكل الأدغال على الرغم من أنه يُسمح للزعيم الرئيسي بالحفاظ على هيمنته مما يؤدي إلى شكل هرمي. شكل من أشكال الهرم يتم فيه ربط الفروع الجانبية إلى وضع أفقي وصمم هذا النظام ليستفيد من البساتين الكثيفة التي صممت بواسطة أوتو شميتز- هوبش وهاينريش في ألمانيا عام 1936 وهو في الوقت الحالي أكثر أنظمة التدريب شيوعًا لأشجار التفاح القزم والكمثرى.

### التطويق
أشجار منعزلة تتم زراعتها بزاوية (عادة 45°)، مع كائنات منبهرة تشجع على أن تتشكل على طول الجذع. تتم إزالة أي فروع جانبية بواسطة التدقيق. تأخذ الأحواض مساحات ومحاصيل أقل من معظم الأشكال الأخرى، لذا يمكن زراعة المزيد من الأصناف في مساحة معينة، ولكن الغلة أصغر لكل شجرة. وهناك طوق خاص يتألف من نظام بوشيه-توماس.

### التعريشة
خط مركزي رأسي بثلاثة أو أربعة فروع أفقية على كل جانب. يعتبر (نظام ليباج) من العناصر الخاصة في هذه المجموعة.

### المروحة
جذع مركزي قصير يحتوي على عدة فروع مشعة تنمو من التاج.

### تجاوز/ تخطي
يتنقل على طبقة واحدة فقط من الفروع الأفقية على بعد 30 سم من الأرض. هذه تصنع حدودا جديدة ومنتجة لحبكة الخضروات.
أجريت دراسة على أشجار المانجو في بساتين توجد في نيلسبرويت في جنوب أفريقيا تعمل على مقارنة المزهرية المفتوحة والمزهرية المغلقة، الزعيم المركزي سعف النخيل وأنظمة التقليم القياسية وأوصت بهرم معدل، في مكان ما بين زعيم مركزي ونظام إناء مغلق لبساتين المانجو عالية الكثافة. وكذلك قامت الدراسة بتقييم تقليم ما بعد الثمار وأيضا ما بعد الحصاد، إشارة إلى أن أصناف المانجو المتأخرة تستفيد من التقليم أثناء الإنجاب في نهاية الخريف بينما قد يكون من الأفضل تقليم الأصناف المبكرة بعد الحصاد مباشرة.

## المحصول والتباعد
| التفاح والكمثرى    | أثمر       | أثمر       | تباعد     | تباعد        |
| التفاح والكمثرى    | تفاح       | إجاص       | في الصفوف | صفوف متباعدة |
| ------------------ | ---------- | ---------- | --------- | ------------ |
| دفع                | 25-50 كلغ  | 20-45 كلغ  | 4-5 م     | 4-5 م        |
| شجيرة قزم          | 15-25 كلغ  | 10-20 كلغ  | 2.5 - 5 م | 2.5 - 5 م    |
| الهرم القزم        | 5-7 كلغ    | 3-5 كلغ    | 1.5 - 2 م | 2 م          |
| Espalier (مستويين) | 10-12 كلغ  | 7-10 كلغ   | 3-6 م     | 2 م          |
| معجب               | 5-15 كلغ   | 5-15 كلغ   | 4-5 م     | -            |
| تطويق واحد         | 2-4 كلغ    | 2-3 كلغ    | 0.5-1 م   | 2 م          |
| معيار              | 50-200 كلغ | 40-100 كلغ | 6-10 م    | 6-10 م       |

| ثمار الأشجار الأخرى                     | أثمر      | تباعد     | تباعد        |
| ثمار الأشجار الأخرى                     | أثمر      | في الصفوف | صفوف متباعدة |
| --------------------------------------- | --------- | --------- | ------------ |
| بوش (الكرز الحامض)                      | 15-20 كلغ | 4-5 م     | 4-5 م        |
| بوش (البرقوق والخوخ)                    | 15-30 كلغ | 4-5 م     | 4-5 م        |
| بوش عادي (كرز حلو)                      | 15-50 كلغ | 5-12 م    | 5-12 م       |
| مروحة (جميع الفواكه ذات النواة الحجرية) | 7-15 كلغ  | 4-5 م     | -            |
| مروحة (الكرز الحلو)                     | 6-15 كلغ  | 5-7.5 م   | -            |
| الهرم (البرقوق)                         | 15-25 كلغ | 3-4 م     | 3-4 م        |
| عادي (البرقوق والخوخ والمشمش)           | 15-50 كلغ | 5-7.5 م   | 5-7.5 م      |

## الصور

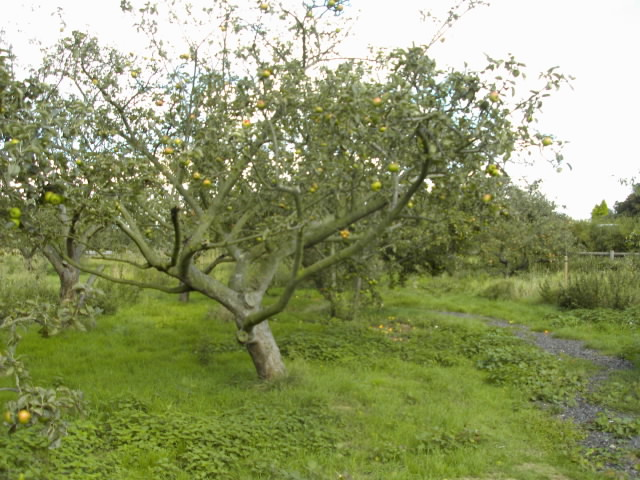
بستان تفاح مجتمعي مزروع في الاصل للاستخدام الإنتاجي.
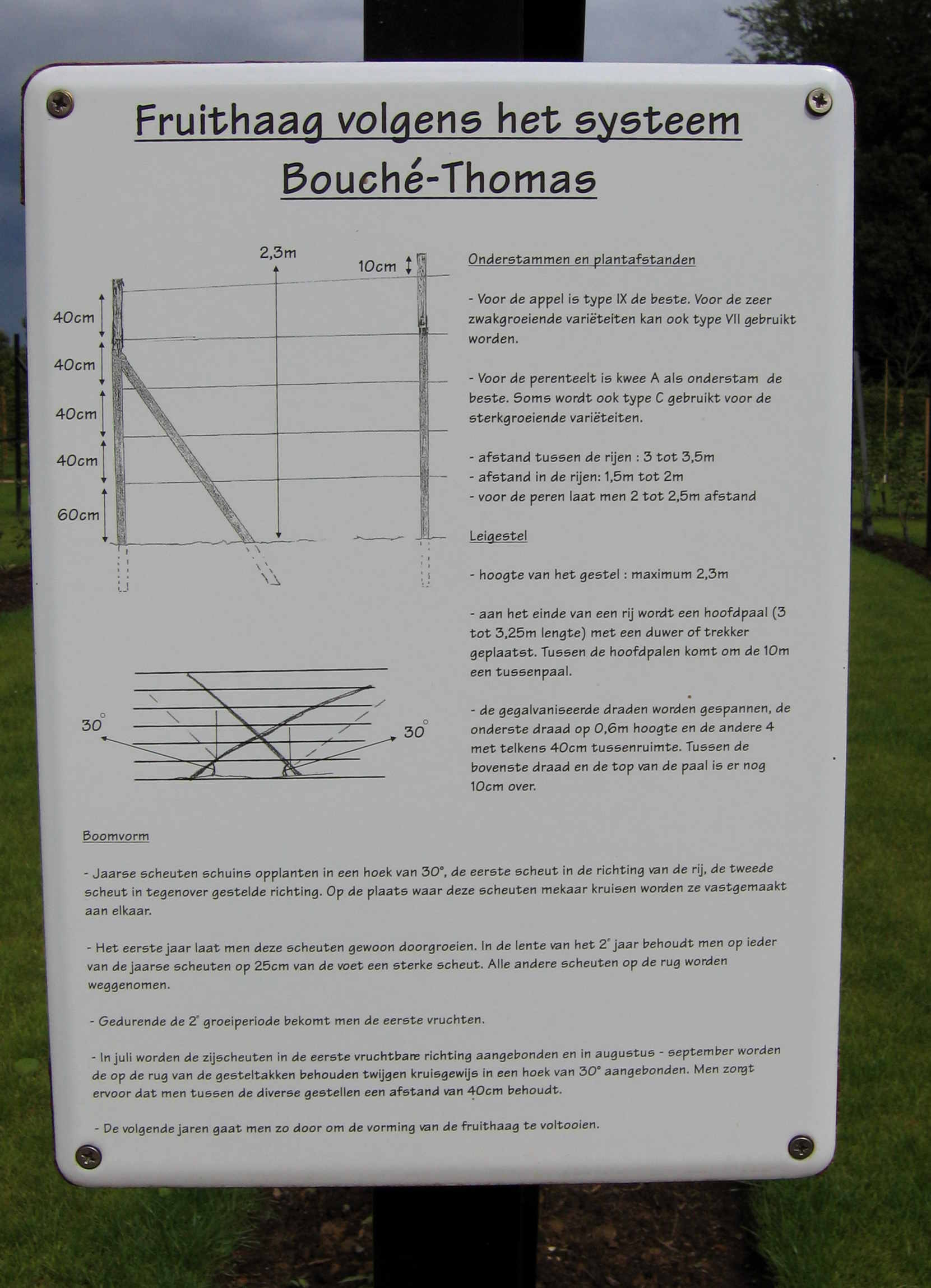
وصف لشكل شجرة فاكهة بوشيه توماس
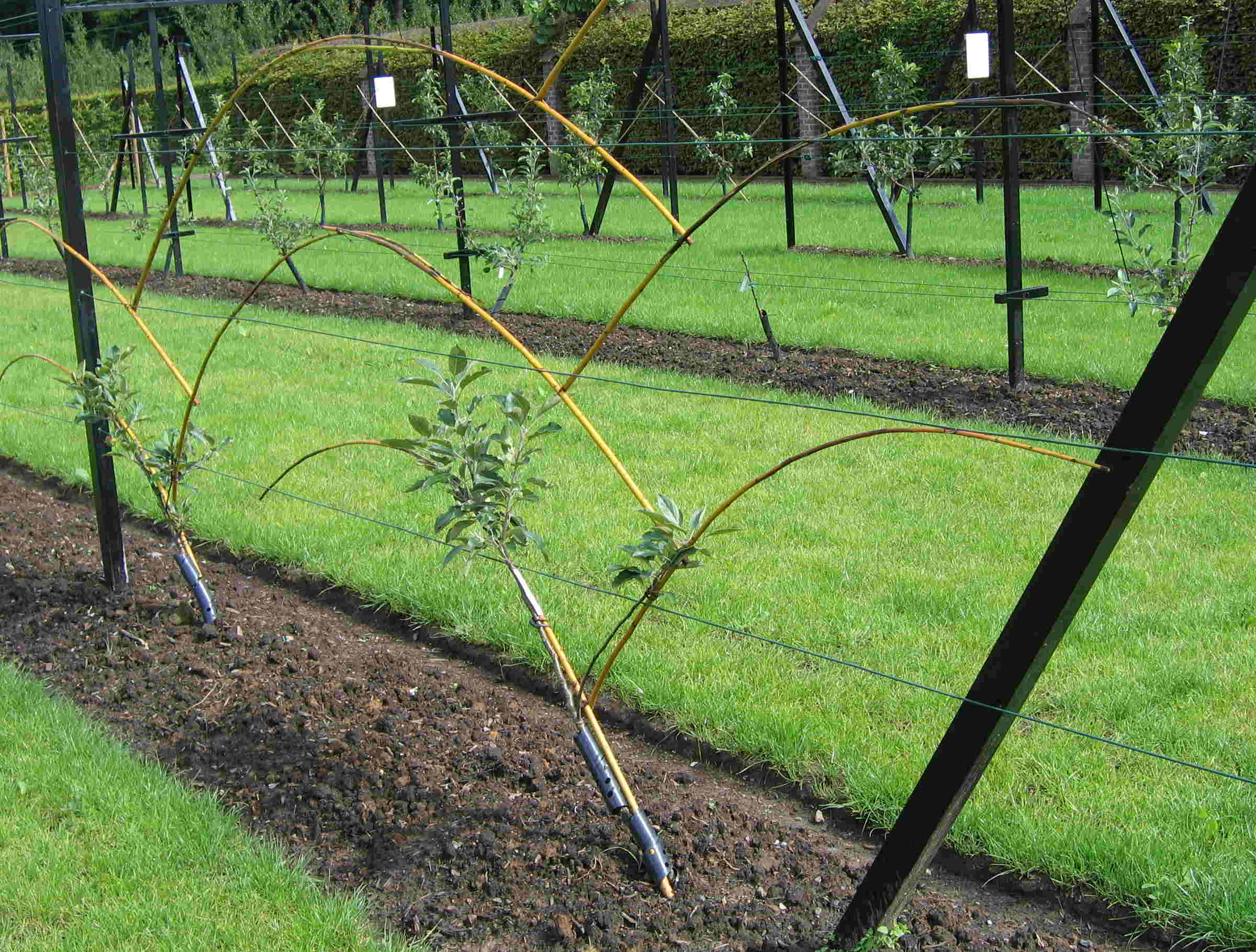
صورة لشجرة فاكهة LePage.
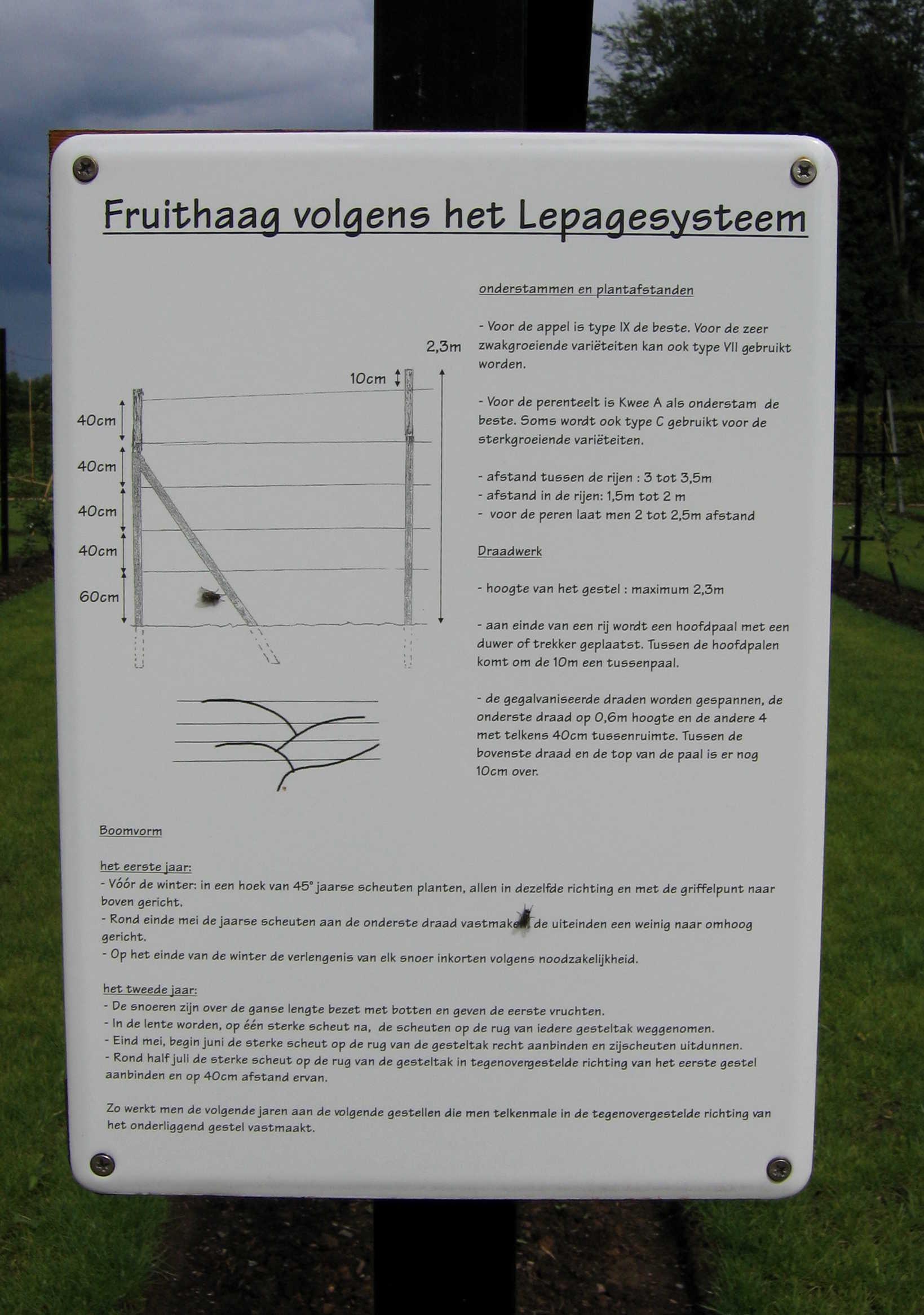
وصف شكل شجرة الفاكهة LePage
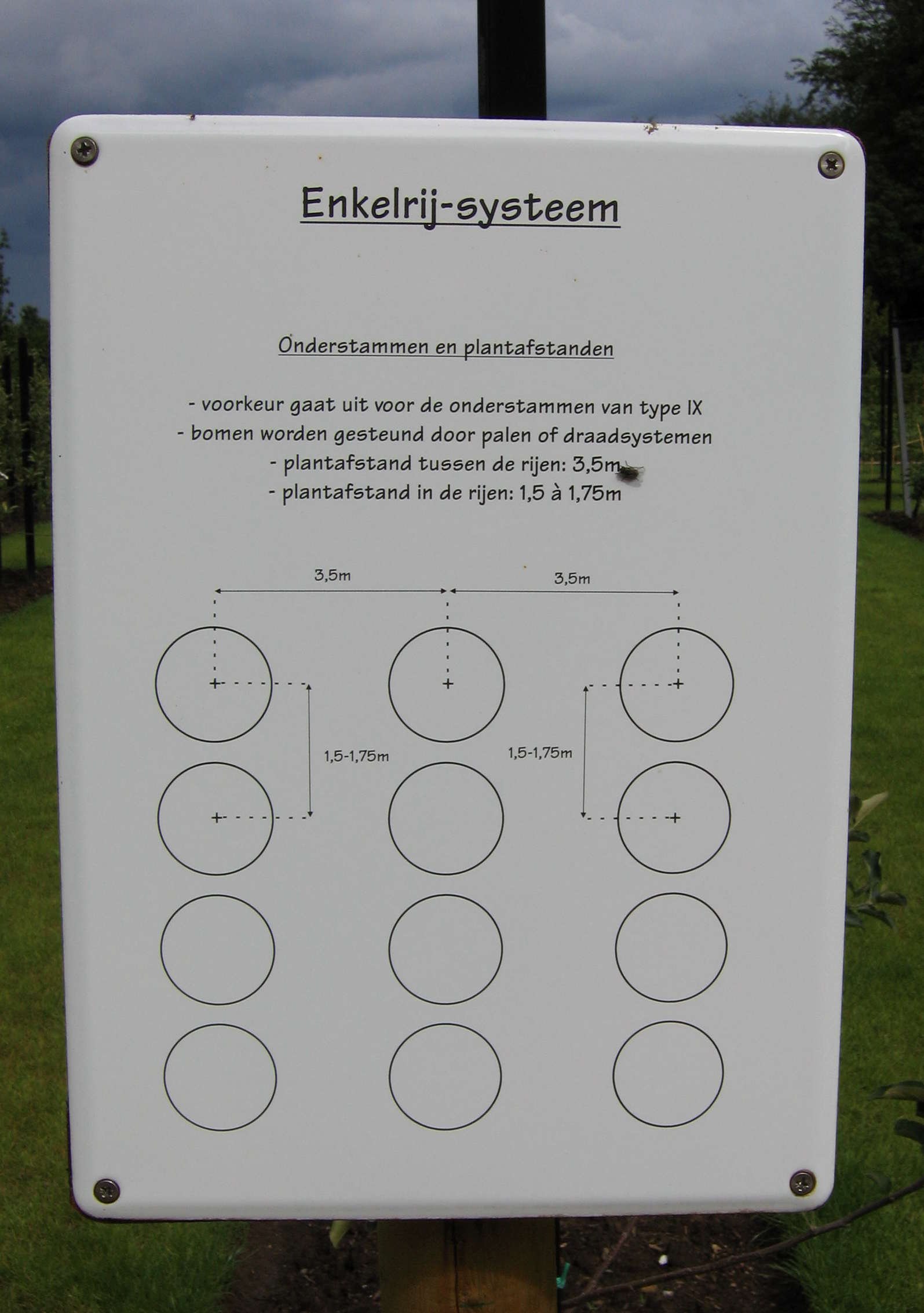
وصف إعداد شكل شجرة الفاكهة في صف واحد
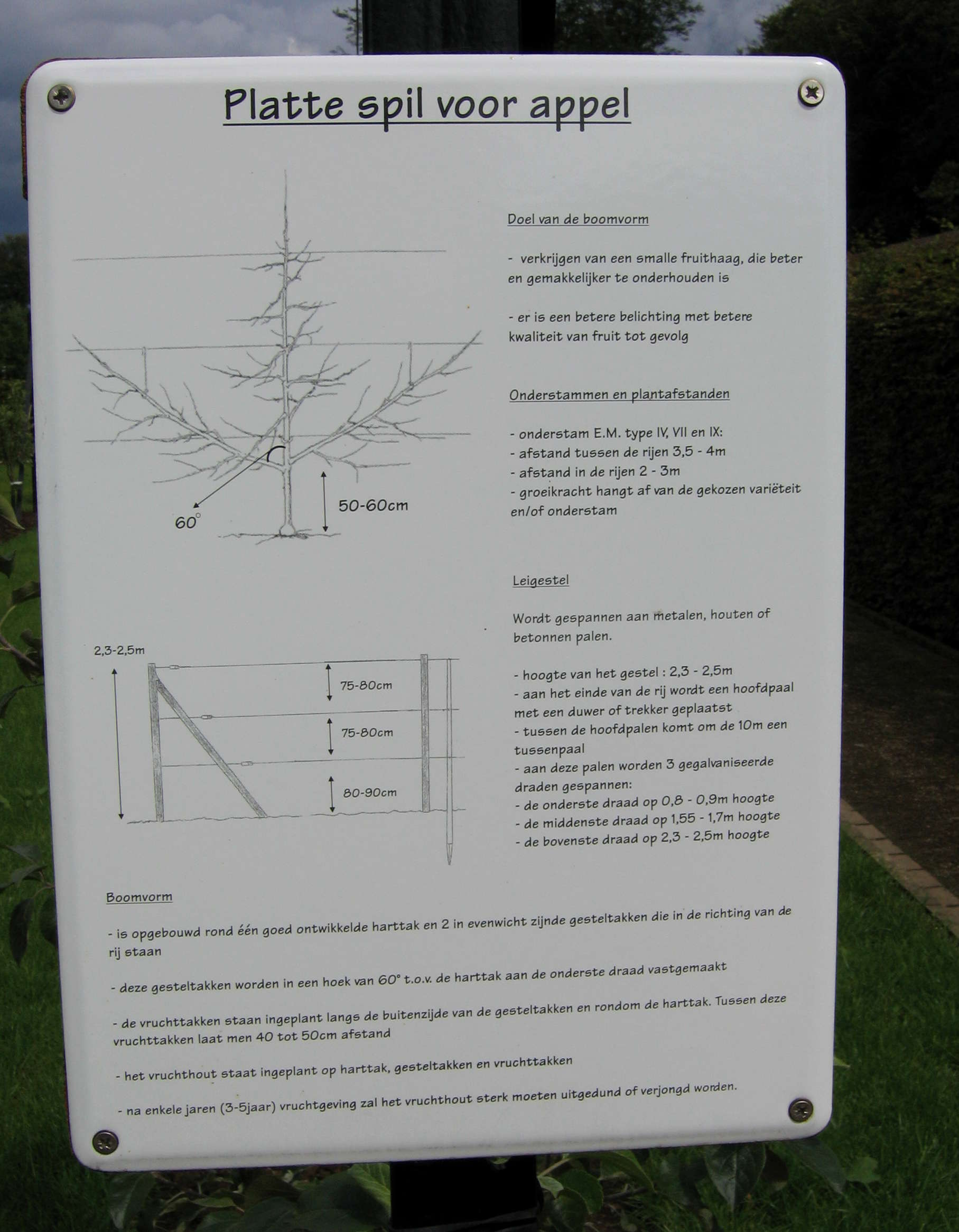
وصف شكل شجرة الفاكهة المغزلية
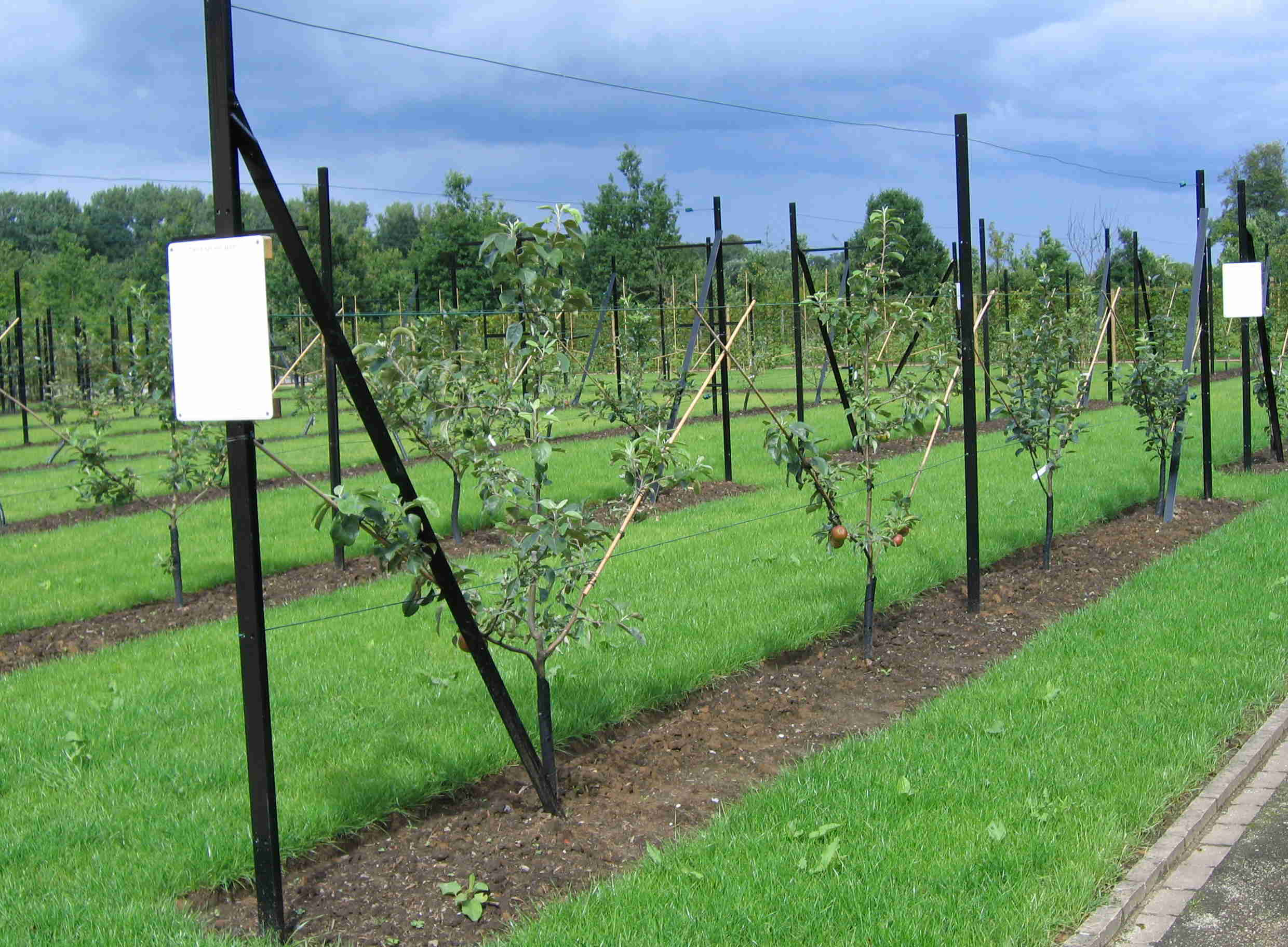
صورة لشكل شجرة فاكهة spindlebush
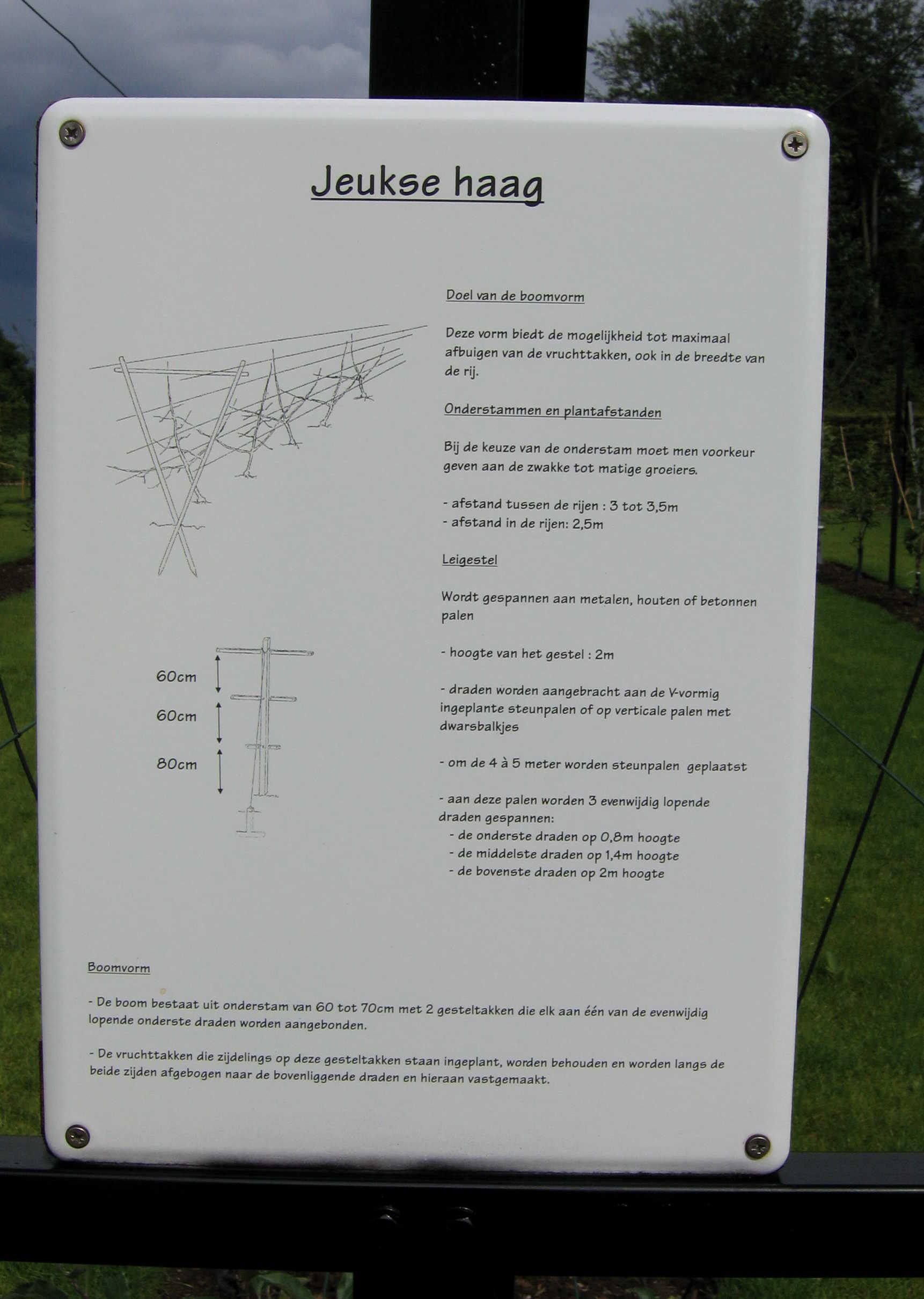
وصف لشكل شجرة الفاكهة "Jeukse Haag"
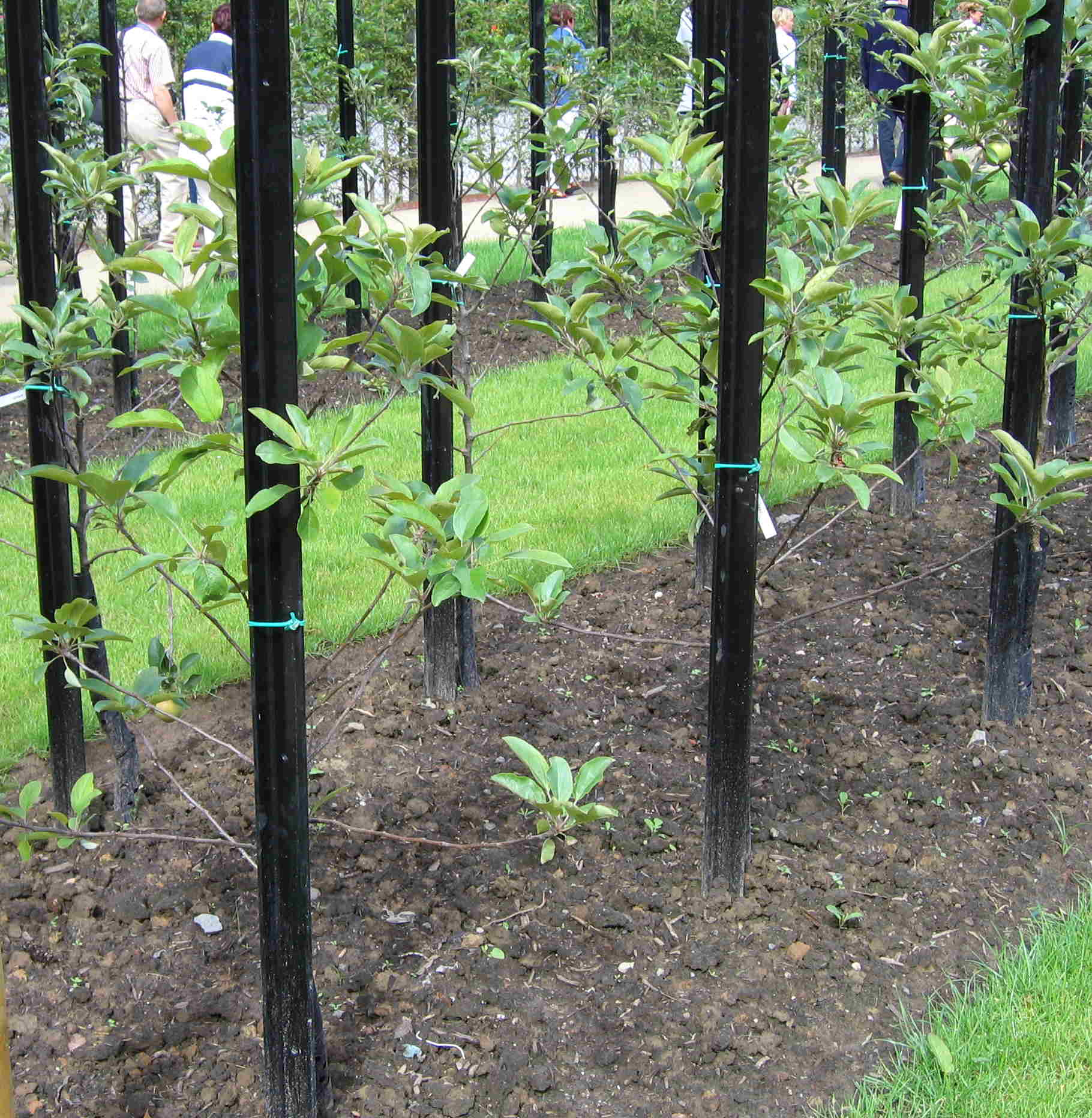
صورة لشكل شجرة الفاكهة القياسي
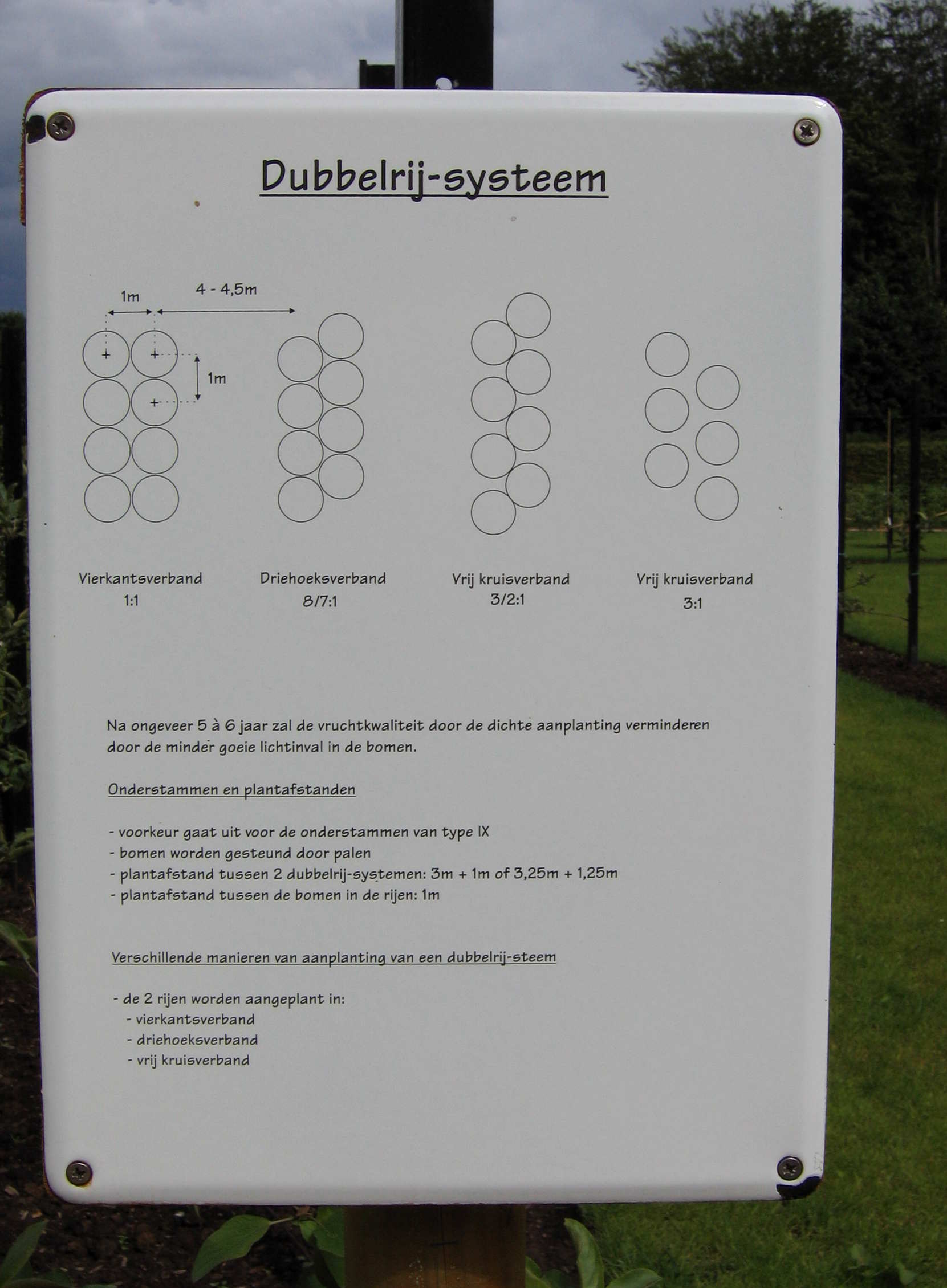
وصف إعداد شكل شجرة الفاكهة صف مزدوج
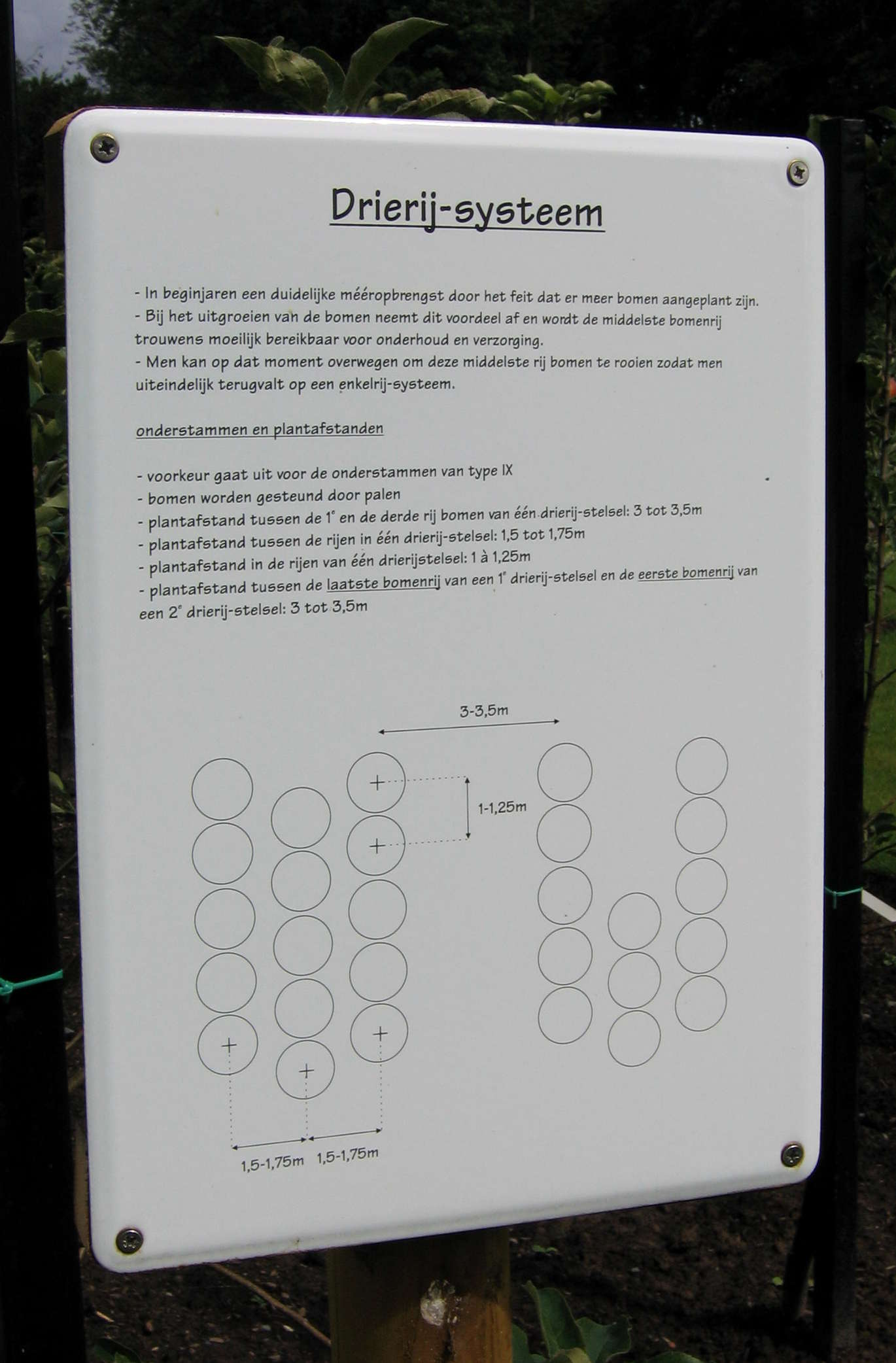
وصف إعداد شكل شجرة الفاكهة ثلاثية الصفوف

## الكتب والمنشورات
- بورفينيتش، فريدريك (1879). Snoei der Fruitbomen .